# Bernt Haas
Bernt Haas (Viena, Austria, 8 de abril de 1978) es un ex-futbolista suizo aunque austríaco de nacimiento. Se desempeñaba como lateral derecho y se retiró en 2010.

## Clubes
| Club                 | País       | Año         |
| -------------------- | ---------- | ----------- |
| Grasshoppers         | Suiza      | 1994 - 2001 |
| Sunderland AFC       | Inglaterra | 2001 - 2002 |
| FC Basel             | Suiza      | 2002 - 2003 |
| West Bromwich Albion | Inglaterra | 2003 - 2004 |
| SC Bastia            | Francia    | 2005 - 2006 |
| FC Colonia           | Alemania   | 2006 - 2007 |
| St. Gallen           | Suiza      | 2007 - 2010 |

## Vida personal
Ha trabajado como modelo del famoso diseñador Giorgio Armani.
- Datos: Q635027
- Multimedia: Bernt Haas / Q635027